# コズミック・イラ

コズミック・イラ（Cosmic Era＝C.E.）は、『機動戦士ガンダムSEED』シリーズにおける架空の紀元である。

## 概要
公式年表における出来事、および年号等は設定制作スタッフの一人である吉野弘幸が担当した。吉野はインタビューに際し、監督である福田己津央から遺伝子操作された人類と旧人類の戦いという大まかな背景は渡され、その両者が戦う経緯を考証したという。紀年法の「CE」という単語は当時、吉野が業務に使用していたジョナルダ680に使用されていたOSであるウィンドウズCEから着想を得て、かつてガンダムに使用されていた「センチュリー」を用いらない形でコズミック・イラと命名されたという。尚、ガンダムシリーズの作品世界を同一世界線上のものとして扱う黒歴史の中に、このコズミック・イラも包含される。
宇宙開発
公式年表においては再構築戦争の終戦を受け、C.E.9年にL1で次世代宇宙ステーション「世界樹」の建造を再開。C.E.10年には宇宙ビジネスとコロニー構想が本格化し、月面への資材調達基地としてコペルニクスの建造が開始される。翌年には世界樹が完成。また、同じころには大西洋連邦が連邦宇宙軍を設立し、ユーラシア連邦や東アジア共和国もこれに並んだ（ユーラシア宇宙軍と東アジア共和国航空宇宙軍の設立）。C.E.35年には大西洋連邦が月面軍事基地「プトレマイオス」を建設し、国際的な非難を帯びるも同国はこれを「世界の警察署」とし、モビルアーマーを公表。これによって各国の宇宙軍拡競争が促される。C.E.38年にはL5宙域においてプラントの建造も開始された。
『機動戦士ガンダムSEED』作中のC.E.70～71年の段階では、L5宙域にプラント、L3宙域にヘリオポリスやアルテミスが存在する。また、L4地点には多くの中立コロニーが存在し、『機動戦士ガンダムSEED DESTINY』作中のC.E.73～74年の段階では、ここにプラントのコロニーであるアーモリー市が存在する。また、L1の世界樹はC.E.70年2月21日～22日の攻防戦によって壊滅した。このほか、L1とL2にコロニーの存在を示唆する資料もみられるが、詳細は不明。
また、C.E.73年に火星圏の入植が成功している事から、その以遠へのフロンティアの前身のための組織としてD.S.S.Dが存在している。
エネルギー
プラントにおいては太陽光発電、地球国家では原子力発電が普及していた。地球へのニュートロンジャマー投下後は核に変わるエネルギー供給の必要に迫られた地球国家において急速な技術進歩が促され、第1次連合・プラント大戦の後には発電効率80%の太陽光発電が一般レベルで実用化・転換している。
情報通信
CE71年4月1日よりも前までは電波通信による情報通信網が普及していたが、CE71年4月1日のエイプリル・フール・クライシス以降は、地球圏では電波通信が阻害され、レーダー等の電波の軍事的使用はおろか一般生活における電波通信も阻害されている。一方、エイプリル・フール・クライシス以降、無線通信の一種としてレーザー通信も普及したが、その後は世界中の地下に通信ケーブルが敷設され、通信の問題は一応の解決を見た。
この有線通信網は情報だけでなく、太陽光発電で発電された電力の供給にも同時に使用される。
条約
『機動戦士ガンダムSEED』作中ではジュネーブ条約に相当するコルシカ条約が存在する。詳細は不明だが、同作第11話においてムウ・ラ・フラガの口頭から「民間人の人質はコルシカ条約4条に違反する」といった言及がなされている。
また、C.E.72年3月にはユニウス条約が締結されている。
人口
文献によって一定しておらず、C.E.71年の段階で総人口が150億とするものが存在。
『機動戦士ガンダムSEED コズミック・イラ メカニック&ワールド』においては、うち宇宙生活者はプラント在住のコーディネイターが多数としており、地球では地球連合加盟国の人口が75億人、反連合が40億人、中立国が30億人、プラントを除いたコーディネイターが5億人としている。

## コズミック・イラの技術
量子コンピュータ
コズミック・イラの世界観では、MSの動作用を含め量子コンピューターが広く普及している。MSの開発に当たっては、量子コンピューターによるシミュレーションによって、実機を製造せずとも検証が可能としている。一方で、コズミック・イラのMSには生体を模したバイオ系のコンピュータが搭載されているとした資料もみられる。また、作中世界に存在する兵装の一つであるドラグーン・システムの挙動計算にも量子コンピューターが使用されているとした資料もみられる。
自動車
作中設定ではコロニーの一つであるヘリオポリスの移動手段として、電気自動車であるエレカが存在。操作系はついているが自動運転も可能とされている。また、これとは別にアスラン・ザラが使用する水素エンジンを搭載したスポーツカー「アスラーダGSX-NEO」も登場している。
レアメタルΩ
呼称は『機動戦士ガンダムSEED ASTRAY 天空の皇女』で登場。元々は「ガンダムアストレイ レッドフレーム」の「150ガーベラ」に使用されていた素材であるが、後の展開でロードアストレイのようなモビルスーツに搭載される。レアメタルΩは同じ素材でなければ、物理的な破壊が行えないとされている。
ミラージュコロイド技術
ラミネート装甲
フェイズシフト装甲
ニュートロンジャマー
生体CPU

## 出来事
再構築戦争（Reconstruction Warまたは第三次世界大戦）の終結と同時にそれまでの国家の枠組みが大きく変わった事を機会に、国連の主導下で新暦として統一暦「コズミック・イラ（C.E.）」が制定された。尚、元年と設定されたのは「最後の核」（中央アジア戦線で使用された核兵器）が使用された年であり、制定時がC.E.9年となるためC.E.1-8年は歴史上にしか存在しない。

## 成立から全面戦争まで（A.D.末期-C.E.70）

### 再構築戦争（第三次世界大戦）
西暦年代末に各地で民族紛争や宗教紛争が激化し、なおかつ石油資源の枯渇や環境汚染の深刻化、世界不況が起こり、世界各地で代表勢力による分割が行われ、世界各地でブロック化が進む。
C.E.1年には中央アジア戦線（カシミール地方）において核兵器が使用される「最後の核」と呼ばれる事件が起こる。
C.E.9年にR.C.Warが終結。
- アメリカ・カナダ・イギリス・アイスランド・アイルランドによる大西洋連邦[3]
- ロシア・EU諸国によるユーラシア連邦[3]
- 日本・中国・韓国・北朝鮮・モンゴル・台湾による東アジア共和国[3]
- ラテンアメリカ諸国による南アメリカ合衆国
- 北アフリカの国々によるアフリカ共同体
- アフリカ大陸南部の国々による南アフリカ統一機構
- スカンディナヴィア半島の王国によるスカンジナビア王国
- 中東・アラビア半島の国々による汎ムスリム会議
- 東南アジア、南アジア地域の国々による赤道連合
- オセアニア地域による大洋州連合
- ソロモン諸島のオーブ連合首長国

以上の11の国家が誕生する。
世界大戦により建造が凍結されていた第四世代国際宇宙ステーション「世界樹」の建造が再開し、C.E.11年に完成。
C.E.10年にはコロニー構想が本格化し、月面に資源採掘・組立基地として月面基地「コペルニクス」市の建造開始。C.E.12年に建造を完了し、初の一般居住が可能な月面都市となる。
大西洋連邦、ユーラシア連邦、東アジア共和国が宇宙軍を設立。

### ジョージ・グレンの告白
C.E.15年、ファーストコーディネイターであるジョージ・グレンが自身が設計した大型宇宙探査船「ツィオルコフスキー」で木星へ旅立つ直前、今までの自らの成功が自らが遺伝子を改造された者だから出来たと言う事を暴露し、コーディネイターの製造方法を世界中にネットワークを通じて公開した。
しかし、地球はコーディネイターの是非を巡り、大混乱に陥る。自然環境圧力保護団体「ブルーコスモス」はコーディネイター技術に関して、アズラエル財閥支援の元で反意を表明。

### 「人類の遺伝子改変に関する議定書」採択
C.E.16年、地球連合の前身である国際連合が開いた「国連遺伝子資源開発会議」の議決により採択。以後、国際連合加盟国は本議定書の効力により、合法的にはコーディネイターを生み出す事が不可能となった。しかし、極秘裏にコーディネイターを誕生させる者達は後を絶たず、C.E.17年にはコーディネイター生成を行っていたシカゴの病院が焼き討ちに遭い、医師・看護士、入院患者らが虐殺される（ブルーコスモスの関与が噂されたが、真相は不明）。
ジョージ・グレンの処遇に関しては即決せず、帰還後に決定。

### 「エヴィデンス01」発見
C.E.22年、ジョージ・グレンが、木星探査中に、明らかに地球のものでは無い生物の化石を発見。地球外生命体のエビデンス（証拠）とされている。ナチュラル、コーディネイター双方を問わず、特に生物学者達にとっては生物の進化の可能性を確信させる存在となっている。その後、エヴィデンス01はL5の研究コロニー「Zodiac」へ運ばれて詳細な調査が行われた。
備考
『機動戦士ガンダムSEED ASTRAY R』では、地球の海に羽根が生えたクジラが泳いでいる姿が登場する。

### 「パレスティナ公会議」開催
C.E.30年に各宗教界の権威者が一堂に会し、コーディネイターに関する議論を行うがまとまらず、宗教界は権威失墜。以後、コーディネイター寛容論が世界に蔓延。第一次コーディネイターブームが到来。
しかし、C.E.40頃になると極秘裏に精製されたコーディネイター達が、学術・スポーツ・芸術の各方面で成果を上げ始めると、「ヒト」としての能力差が顕著となり、ナチュラルの反コーディネイター感情が悪化を始める。狂信的カトリックやイスラム原理主義過激派、ブルーコスモス構成員等の武装遺伝子差別主義団体が地下で結集し、反コーディネイター運動が過激化。C.E.44年に完成し、建造拡大が行われていたプラントにも反コーディネイターのテロ行為が発生する様になる。

### 黄道同盟 結党
C.E.50年、パトリック・ザラ、シーゲル・クラインらプラントのL5コロニー建設に従事してきたコーディネイターの有志によって、プラントの自治権、貿易自主権を求める政治結社「黄道同盟Zodiac Treaty」が結党される。食料生産制限撤廃と自衛権獲得を求める活動も地下的に開始。

### ジョージ・グレン暗殺
C.E.53年、コーディネイターに生まれなかった事を悲観したナチュラルの少年の銃撃によりジョージ・グレンが暗殺される。
少年は心神耗弱を理由に無罪。背後にはブルーコスモスの暗躍があったと噂になる。

### S2インフルエンザ流行
C.E.54年、S型インフルエンザの突然変異により発生し従来のワクチンが無効なS2型インフルエンザの流行が始まり、多数の死者を出す。S2型インフルエンザウイルスの蔓延は、コーディネイターがジョージ・グレン暗殺の報復及びナチュラル殲滅のためにおこなった作戦であるという噂が広まった。
C.E.55年10月29日、プラントのフェブラリウス市、S2型インフルエンザのワクチン開発に成功。増産のうえ地上への供給開始。しかしナチュラルの反コーディネイター感情は収まらず、在地球コーディネイターのプラント移住が本格化する。
C.E.58、後に議長となるシーゲル・クラインとパトリック・ザラ、プラント評議会議員に初当選。同時に、黄道同盟の党勢拡大も進める。

### 「トリノ議定書」採択
S2インフルエンザの流行を「神の鉄槌」とした宗教界が権威を復権。地球はコーディネイターアレルギーを再発し、C.E.55年に「遺伝子改変禁止に関する協定」（通称「トリノ議定書」）が採択され、遺伝子操作は再び法律で禁止される。

### 機動兵器モビルスーツ開発開始
C.E.63、シーゲル・クライン、パトリック・ザラらを初めとする評議会議員らが水面下で理事会からの独立運動計画を本格化させ、宇宙機器モビルスーツの軍事転用の研究を開始。

### ザフト創建
C.E.65年、プラント最高評議会の政権与党、黄道同盟がさらなる党勢拡大のうえ発展する形で、自由条約黄道同盟ZAFT（ザフト）が改めて結党された。同時に、史上初のモビルスーツ試作第1号「ザフト」が秘密裏にロールアウト。これが後に「YMF-01B プロトジン」に発展する。
C.E.68年、シーゲル・クラインがプラント最高評議会議長に就任。
同年、マンデンブロー事件でナチュラルから受けた被害をきっかけに勢いづくパトリック・ザラは、純然たる政治結社であった既存のZAFTを解体再編しプラント内の警察保安組織と合併、モビルスーツを主戦力とする軍事組織でもあるZAFTが新たに創立並びに建軍された。
同年、L4コロニー「メンデル」で大規模なバイオハザードが発生し死者多数。同コロニーは無人となりX線照射消毒が図られる。ユーレン・ヒビキ博士が勤務していたG.A.R.M. R&D社倒産。L4コロニー「メンデル」にあった同社所有の研究所施設は放置状態になる。

### L5宙域事変（仮称）
C.E.69年、シーゲル・クラインの指示により、プラントはユニウス市の7~10区（ユニウスセブン~10コロニー）を穀物生産プラントに改装し食料生産を開始。これに対しプラント理事国は実力を行使してもこれを排除すると勧告しプラントに対し威嚇行動に出る。ザフトはこれに対抗する形で史上初の戦闘用MSジンを実戦投入する。圧倒的少数でありながらプラント理事国のMA部隊を圧倒し、L5宙域に駐留していたプラント理事国の宇宙軍を排除する事で、その有効性を世界に見せ付けた。対して、大西洋連邦軍のデュエイン・ハルバートン大佐は、地球軍も独自のモビルスーツを開発するよう提唱するが、却下される（ただし、一部議員の支援を受けてG計画は極秘裏に開始される）。

### コペルニクスの悲劇
C.E.69年までに地球・プラント間での話し合いが行われるが、平行線となる。C.E.70年1月1日までに回答が得られない場合、プラントは地球側に対して資源輸出の停止を通告し、緊張が激化する。翌C.E.70年1月1日に未開理事会への回答に向かう評議委員がテロに合い、1名が死亡。ブルーコスモスから犯行声明が出されるが、背後にプラント理事国の存在が明らかになり、プラント側は報復措置として地球側への物資輸出を停止。プラントの生産力に頼っていた理事国側は困窮し、各政府の宣伝活動により反プラント・反コーディネイター感情が植えつけられる。
C.E.70年2月5日、国連事務総長の呼びかけにより緊張が高まるプラントとプラント理事国の間で交渉が持たれる（月面会議）が、爆弾テロ（犯人の詳細は不明）により会議参加予定の地球側理事国の代表者と、国際連合事務総長を含む国際連合首脳陣が死亡した事件。
なお、同じく会議に参加する予定であったプラント代表のシーゲル・クラインは、シャトルの故障により到着が遅れていたため難を逃れた。
備考
コズミック・イラにおいて死の商人として暗躍する「ロゴス」は開戦前からテロを行い、地球国家において開戦ムードを扇動していたとされている。

### アラスカ宣言
C.E.70年2月7日、理事国代表である大西洋連邦は「コペルニクスの悲劇」をプラント側によるテロと断定、同時にこれを地球各国及びナチュラル全体への宣戦布告と見なすと発表。先の事件によって崩壊した国連に代わる新たな国際調停機関として地球連合が設立された。

### アスハ代表の中立宣言
C.E.70年2月8日、オーブ連合首長国代表、ウズミ・ナラ・アスハによる中立の宣言。今後いかなる事態が起ころうとも、オーブは独立・中立を貫くと宣言し、「他国を侵略せず、他国の侵略を許さず、他国の争いに介入しない」を理念とする。
備考
資料にオーブ連合首長国は建国時から中立の理念を持っており、この宣言によってその意思を強く示したとされている。

## 第1次連合・プラント大戦（C.E.70-72）
『機動戦士ガンダムSEED』をはじめ、その関連作品で描かれた人類史上初の地球と宇宙、そしてナチュラル陣営とコーディネイター陣営を分けた大規模な戦争。
戦名は時期によって変遷しており、「第一次大戦」とも呼称されていたが、後に、「第1次連合・プラント大戦」とも記述されている。

### 開戦
C.E.70年2月11日、地球連合がプラントに宣戦布告。月面プトレマイオス基地から地球連合軍の宇宙艦隊出撃。この際、モビルアーマー母艦「ルーズベルト」に、とあるブルーコスモス派将校（漫画版『機動戦士ガンダムSEED Re』の描写ではウィリアム・サザーランド）の独断で極秘に1発の核弾頭ミサイルが持ち込まれた。

### 血のバレンタイン
プラントの農業用コロニー「ユニウスセブン」が、地球軍側MAの放った核ミサイルにより壊滅した事件。C.E.70年2月14日の聖バレンタインデーに起こったため、血のバレンタイン事件と呼ばれる。
C.E.70年2月14日、ザフト、地球軍プトレマイオス基地艦隊及び艦載モビルアーマー「メビウス」部隊の攻撃をモビルスーツ部隊によって迎撃し、これらを殲滅する。しかし、「ルーズベルト」に1発持ち込まれていた核ミサイルを搭載して発艦した「メビウス」は攻撃行動に成功し、これがユニウスセブンに命中した。
これにより、パトリック・ザラ国防委員長の妻レノア・ザラを含む24万3721名の人々が犠牲となり、ザラ委員長を筆頭とするコーディネイター強硬派の敵意と憎悪は頂点に達し、オペレーション・ウロボロスに代表される報復攻撃を招いた。
以降、地球連合軍とザフトの戦争は地球圏全土を巻き込む大戦へと拡大する事になった。地球軍は核攻撃を否定し、プラント側の自爆作戦と非難した。

### 南アメリカ侵攻
C.E.70年2月18日、プラント最高評議会議長シーゲル・クラインによる、地球連合非参加国には優先的に物資を提供する「積極的中立勧告」の声明を非プラント理事国である大洋州連合と南アメリカ合衆国が受諾した。
これを受け地球連合は翌2月19日、南アメリカ合衆国に武力侵攻を開始、パナマ宇宙港を軍事制圧し南アメリカ合衆国を大西洋連邦に併合した。
なお、このさらに翌20日には大洋州連合は地球連合軍の中南米侵攻を批判すると共にプラント支援を表明し「親プラント国家」になった。同日、地球連合軍は大洋州連合に対し宣戦布告を行った。

### 世界樹攻防戦
血のバレンタインから約1週間後のC.E.70年2月22日、地球連合軍の月への橋頭堡であるL1のスペースコロニー「世界樹」で起きた地球連合軍とザフトの攻防戦。
地球軍はこの戦いに第1~第3艦隊を投入し、ザフトと激しい戦いを繰り広げた。なお、この時に核分裂抑止能力を有する「ニュートロンジャマー」が試験投入され、成果を上げている。戦闘そのものには双方が拮抗し、両軍ともに大きな損害を被るが、最終的に「世界樹」は崩壊し、デブリベルトの塵と化した事で戦闘は終息した。
この攻防戦においてジンで出撃したラウ・ル・クルーゼは、MA37機・戦艦6隻を撃破し、ネビュラ勲章を授与されている。

### 第一次ビクトリア攻防戦
C.E.70年3月8日。ザフトの地上侵攻戦（食糧確保の目的もあり）初の軌道上からの地上降下作戦としてビクトリア湖を干拓して造られた宇宙港とマスドライバー施設「ハビリス」に侵攻した戦闘。
ザフトでは初めて軌道上からの大降下作戦が実施されたが、地上戦力の支援が無かったためにザフトの敗退に終わり、これを踏まえプラント最高評議会では「オペレーション・ウロボロス」を立案、採択された。

### オペレーション・ウロボロス
ザフトは第一次ビクトリア攻防戦の失敗を考え、以下の3つの柱から構成される赤道封鎖作戦「オペレーション・ウロボロス」を立案する。
- 「地上での支援戦力を得るための軍事拠点を確保」
- 「宇宙港やマスドライバー基地制圧により地球連合軍を地上に封じ込める」
- 「核兵器、核分裂エネルギーの供給抑止となるニュートロンジャマーの敷設」

この作戦はC.E.70年3月15日にプラント最高評議会で可決され、4月1日に発動した。また、採決と同時にプロパガンダ的な意味を込めシグー、ディン、バクゥ、ザウート、グーンなどの複数の新型MSも公開し、全世界に発表された。

### エイプリル・フール・クライシス
C.E.70年4月1日、オペレーション・ウロボロスの一環として地上に散布されたニュートロンジャマーの影響から、地球圏で発生したエネルギー危機を指す名称。
この影響は文献によって一定しておらず、吉野弘幸たちが中心となって製作された公式年表では地球連合国家が窮乏し、深刻なエネルギー危機が発生したとされているが、その一方で、外伝作品である『SEED DESTINY ASTRAY』では、核分裂炉の原子力発電をエネルギー供給の主としていた地上では、それらが使用不可能となり、同時にNジャマーの持つ電波妨害作用から地球全土での深刻なエネルギー不足と情報網の寸断、核分裂発電停止により発生した深刻なエネルギー問題から、地上のあらゆる産業は麻痺し、社会システムが崩壊寸前にまで追い込まれたとしている。
また、ザフトではこのニュートロンジャマーを背景として友好姿勢を持つ地球国家に対してエネルギーの輸出を表明し、連合による対プラント・プロパガンダを牽制する外交手段としたともされている。
これによって地球連合国家は深刻なエネルギー不足となり、文献によっては被害者は全人口の10％にあたる約10億人にのぼったとされ、地球連合加盟国における人々の反プラント、反コーディネイター感情は最高に達した。
なお、大戦中より戦後にかけての地球復興の一環として、核発電の代替として発電効率80%の太陽光発電が実用化・普及したことや、地下に有線通信を兼用するエネルギー送電網が構築された 事から、エネルギー・通信の問題は一応の解決を見ている。

### カーペンタリア制圧戦
4月2日、エイプリル・フール・クライシスの混乱に乗じ、ザフトは大洋州連合のオーストラリア北岸に位置するカーペンタリアに向けて軌道上から基地施設を分割降下させ、48時間でカーペンタリア基地の基礎を建設した。これに対し地球連合軍の太平洋艦隊が迎え撃ったが大敗を喫した。

### 珊瑚海海戦
ザフトはカーペンタリアへの補給方法として、衛星軌道で建造した潜水艦を降下させることで達成していた。降下地点は主にタスマン海とインド洋で、着水した潜水艦はトレス海峡やアラフラ海を抜けてカーペンタリア湾へと向かった。
4月10日、地球連合海軍はタスマン海に降下した輸送潜水艦がカーペンタリアへの到達することの阻止を図った。地球軍はトレス海峡でザフトを迎撃する手筈であったが、通信と兵站の混乱により当初の予定とは違う第21ASW（対潜水艦戦）艦隊が正規ルートから外れて珊瑚海で迎撃に当たることとなった。第21ASW艦隊は旗艦をヘリコプター駆逐艦カンバーランドとし、同キングズビル、アストリア、ミサイル駆逐艦カナジアン、ブラッドフォードの5隻で構成され、少なくとも後者2隻は廃船間近の老朽艦であった。ニュートロンジャマーの影響で最新の原子力戦闘艦は使用不可能な状況に陥っていた。
ザフトは輸送潜水艦の護衛機として水中用MSを実戦投入しており、マルコ・モラシム率いるMS部隊は潜水艦を守るため前進し、第21ASW艦隊に接近した。モラシムは新型試作機ジンフェムウスに搭乗しており、ジンワスプ3機を引き連れて対艦戦に当たった。
戦闘はザフト側が終始優勢に推移した。第21ASW艦隊は対潜戦闘ヘリの聴音情報によりMS部隊を捕捉しアスロックを発射したが全弾が回避もしくは迎撃された。その後、ジンフェムウスはマスカーを放出してアクティブソナーを無力化し、MS部隊の位置情報を隠匿した。輸送潜水艦への攻撃のため突出したブラッドフォードとカナジアンはMS部隊の攻撃で戦闘不能に陥り、航跡情報を基に対潜戦闘ヘリがMSに魚雷攻撃したがこれも回避迎撃された。カンバーランド、アストリア、キングズビルは轟沈もしくは戦闘不能に陥り、対潜戦闘ヘリも全てが撃墜された。
この戦闘で生き残った地球軍将兵は、キングズビルに所属する対潜戦闘ヘリパイロットのジェーン・ヒューストンだけであった。

### 第一次ヤキン・ドゥーエ攻防戦
C.E.70年4月17日、地球連合軍第5、第6艦隊がプラント本国を目指し月面プトレマイオス基地より侵攻する。プラント管理下の資源衛星ヤキン・ドゥーエ付近にて、迎え撃つザフトと交戦を行った。
これによりプラント最高評議会は、本国防衛の点から、ヤキン・ドゥーエを防衛要塞に改装する事を決議した。

### グリマルディ戦線
C.E.70年5月3日、ザフトは地球連合軍の月面プトレマイオス基地を目標に侵攻を開始し、月の裏側にあるローレンツ・クレーターに橋頭堡となる基地の建設を開始した。その結果、両軍はグリマルディ・クレーターを境界に月を二分し、以後小競り合いを繰り返す。このことから月の最前線はグリマルディ戦線と呼ばれるようになった。
C.E.70年6月2日、エンデュミオン・クレーターに対しザフト軍は（当時としては）最新鋭のMS隊（ジン、ジンハイマニューバなど）を率いて進行を開始した。地球連合軍側は機動兵器メビウス・ゼロの精鋭部隊を投入し、徹底抗戦の構えを見せるが、防衛線で地球連合軍の第3艦隊は壊滅し、施設破壊のため、レアメタルの混ざった氷を融解するために設置していたサイクロプスを暴走させ、ザフトを撃破する。この際、巻き込まれた友軍にも多数の被害が出た。ザフトはこの敗退によりグリマルディ戦線を放棄し月から撤退し、月は地球連合軍の勢力下におかれる事になった。
この戦闘でメビウス・ゼロ部隊に所属しジン5機を撃破、さらにサイクロプスの暴走からも逃れ同部隊唯一の生還者となったムウ・ラ・フラガは「エンデュミオンの鷹」と呼ばれ喧伝される。実際は地球連合軍上層部がエンデュミオン・クレーターでの真相（ザフトに大敗したこと）を隠匿するためと、戦意高揚のために行ったプロパガンダである。その後ムウは口封じのため後方に追いやられ、ヘリオポリスへのG兵器テストパイロットの護衛任務などに回される。同様に生還したジェラード・ガルシアもアルテミスへ左遷させられた。また、この戦闘でムウはジンハイマニューバで出撃したラウ・ル・クルーゼと運命的な再会をしている。

### 第一次カサブランカ沖海戦
C.E.70年5月2日、地球連合軍（ユーラシア連邦主力）の地中海艦隊とザフトのボズゴロフ級からなる潜水空母艦隊が衝突。この戦いで、水中用MSグーンが実戦初投入された。
この戦いに勝利したザフトは地中海へ侵入。アフリカ北岸より侵攻開始。また、ジブラルタル基地建設を開始する。

### スエズ攻防戦
地球連合軍は、ザフトがザウート部隊を地中海からエル・アラメインに上陸させるという情報を掴み、ユーラシア連邦陸軍のモーガン・シュバリエ大尉率いる大戦車軍団が迎撃のため現地の砂漠に展開した。現地には地雷が敷設され、リニアガン・タンクによる戦車部隊や戦闘ヘリ部隊が息を潜めて待ち伏せした。ザフトは南側にも展開していたが、地球連合軍は陸上兵器がカッターラ低地を通過できるとは考えておらず南側の戦力は最低限の状態であった。
ザフト側の指揮官であるアンドリュー・バルトフェルドは、ザウートを鈍重ながら火力と装甲に優れることを考慮し囮部隊の役割を与えた。本隊はバルトフェルド自らが率いる陸上戦艦レセップス及びバクゥからなる部隊で、カッターラ低地を北上して囮部隊に誘引された地球軍を叩く作戦であった。
ザウート部隊は上陸時に脚で行くか無限軌道で行くか意見が分かれたが、最終的には無限軌道形態での上陸を決定した。5月30日深夜、囮部隊が上陸を開始し、シュバリエ大尉の大戦車軍団との戦闘が始まった。戦車部隊の練度は高く、通信機能が制限されているなかでも、各兵士が状況を把握し高度な連携をみせた。ザウート部隊は大きな損害を被り、半数以上が行動不能に陥った。
バルトフェルドの本隊はカッターラ低地を通過中にレセップスのスケイルモーターにトラブルが発生し到着が遅れたものの、バクゥ部隊はエル・アラメインに到着し囮部隊と合流を果たした。バクゥは持ち前の機動力を活かして戦車の砲撃を回避し、次々と戦車を撃破し戦況を一変させた。
この戦闘で地球連合軍の車両が多く撃破されたものの、搭乗員の損害は軽微であった。これはバルトフェルドが企図した心理戦であり、バクゥの恐怖を生き残った地球軍将兵に喧伝してもらうためであった。
戦闘はザフトの勝利に終わり、ザフトはビクトリア宇宙港を目指して南進を開始し、アフリカ戦線が形成されることとなる。

### 新星攻防戦
C.E.70年6月14日、L4の地球連合東アジア共和国領の資源衛星「新星」にザフトが侵攻、迎え撃つ地球連合軍との間で7月12日まで攻防戦が行われた。
双方とも決定打のないまま小競り合いが1ヶ月近く続き、結局防衛を断念した地球連合軍側が新星を放棄する。
ザフトはこの衛星を自軍の防衛用軍事衛星として改装しつつL5まで移送することを決定。この新星の移送中、地球軍は何度かの奪還を試みザフトの護衛艦隊と交戦するもいずれも失敗。
L5への移送後、新星はボアズと改められた。
この戦闘以降は両軍共に大規模な軍事行動が減少し、地上・宇宙も小競り合いに終始し、膠着状態に陥る。

### 10月会談
膠着状態の打破、戦争の落としどころを踏まえて、マルキオ導師の呼びかけで地球連合事務総長オルバーニとプラント最高評議会議長シーゲル・クラインの秘密会談が画策される。しかし、交渉は決裂し、戦局への寄与は皆無に終結する。

### カオシュン戦線
C.E.71年1月15日に太平洋・北回帰戦線が活発化し、ザフトは東アジア共和国のマスドライバー施設を有するカオシュン宇宙港の攻撃を開始。
地球連合軍は防衛戦闘を繰り広げるが、ザフト軍の降下作戦もあり、同年1月23日にカオシュン宇宙港は陥落し、ザフトの占領下に置かれる。オペレーション・ウロボロスによる最初の宇宙港陥落となった。
備考
アニメーション『機動戦士ガンダムSEED』第1話の冒頭でカオシュン攻防戦シーンが挿入され、同じく第一話本編でキラ・ヤマトがパソコンでカオシュン戦線のニュースを見ているシーンが存在する。

### ヘリオポリス崩壊（ザフトによる「ガンダム奪取作戦」）
- 『機動戦士ガンダムSEED』
- 『機動戦士ガンダムSEED ASTRAY』
  - C.E.71年1月25日、地球連合軍が極秘裏に開発していたG兵器（初期GAT-Xシリーズ）を奪取するべく、ザフトのクルーゼ隊がオーブの資源コロニー「ヘリオポリス」を襲撃。開発されていた5機のうちストライクを除く4機（イージス、デュエル、バスター、ブリッツ）が強奪され、さらにクルーゼ隊の攻撃やストライクの抗戦などによりヘリオポリスが崩壊した事件。
  - さらに事件の裏ではオーブ政府が極秘裏に開発した自国防衛用MSの試作機アストレイのうち「P02 レッドフレーム」と「P03 ブルーフレーム」がジャンク屋と傭兵に発見されている。「P01 ゴールドフレーム」はパイロットと共にオーブ政府に回収されている。

### 低軌道会戦
- 『機動戦士ガンダムSEED』
  - 地球に降下しようとするアークエンジェルを援護する地球連合軍第8艦隊（旗艦：メネラオス）と、ザフトのクルーゼ隊が交戦した戦い。
  - C.E.71年2月13日、アークエンジェルを追撃してきたクルーゼ隊はアークエンジェルが地球に降下する前に撃破すべく戦闘を仕掛け、アークエンジェルを援護する第8艦隊と交戦状態となる。
  - 艦船総数など、物量では圧倒的に第8艦隊が上回っていたが、ザフトのMSの前になす術も無く壊滅、特にヘリオポリスで強奪されたデュエル、バスター、イージス、ブリッツはそのこれまでのMSを遥かに上回る性能を見せ付ける結果になった。
  - この戦いで、第8艦隊司令官のデュエイン・ハルバートン提督は戦死。第8艦隊も壊滅状態となった。アークエンジェルは辛うじて大気圏突入に成功するものの、降下ポイントは当初予定していたアラスカから大きく外れ、ザフト勢力圏内であるアフリカ共同体領土の北アフリカ・リビア地域に降下してしまう。
  - ザフト側も損害があり、クルーゼ隊所属艦のローラシア級ガモフがメネラオスに刺し違えたためにゼルマン艦長も戦死している。

### 第二次ビクトリア攻防戦
- 『機動戦士ガンダムSEED』
  - プラント最高評議会のオペレーション・ウロボロスの見直しの圧力を受けて、アフリカ戦線が強化。
  - C.E.71年2月13日にビクトリア宇宙港は陥落。翌日、プラントにて行われた血のバレンタイン追悼式典に花を添えることとなる[3]。ザフトの兵士は基地陥落時に投降した地球軍兵捕虜を整列させ銃殺していた。
  - 同日、クルーゼ隊の追撃を振り切ったアークエンジェルがザフト勢力圏内のアフリカ共同体のリビア砂漠に降下。
  - カオシュン宇宙港に続き、ビクトリア宇宙港も陥落した事で、地球連合軍のマスドライバー施設は大西洋連邦占領下にあるパナマ宇宙港の「ポルタ・パナマ」のみとなる。

### マラッカ海峡突破戦
C.E.71年3月15日にマラッカ海峡で勃発したアークエンジェルとザフト部隊による戦闘（本篇・外伝ともに割愛されている、設定上のみの出来事）。撃退したものの多数被弾。
その8日後の3月23日、ボズゴロフ級の故障で遅れていたクルーゼ隊属ザラ隊が追いつき、アークエンジェルに奇襲をかける（本篇第25話のコールドオープン）。しかしアークエンジェル側がオーブ連合首長国の領海侵犯を起こした事で戦闘は中断、ザラ隊も一時撤退した。

### オルバーニの譲歩案
C.E.71年5月1日、マルキオ導師によりプラントへ同書が提出される。
これは理事国がプラントに対し、ある程度の自治権を認めるものの、再び管理下に収まるというものであった。
プラントの議会において同案は却下されている。

### オペレーション・スピットブレイク
- 『機動戦士ガンダムSEED』
  - C.E.71年5月5日～8日にかけて行われた[3]。戦争に終止符を打つべくプラント最高評議会において可決された作戦。宇宙から大規模な攻撃部隊を地上の地球連合軍側の拠点に降下させ拠点を制圧するという強襲作戦だった。
  - この作戦の前にプラントは地球と宇宙の行き来を可能とするマスドライバーを持つ地上拠点のほとんどを掌握しており、地球連合軍のもとに残されていた宇宙港はパナマ基地だけとなっていた。このため、その最後の宇宙港を奪取することで地球連合軍の宇宙と地上の戦力を分断し、地球連合軍を地上に封じ込めることが可能になるとして、パナマ基地攻略を目標としてオペレーション・スピットブレイクは立案、可決された。
  - しかしパナマ基地の攻略という計画は表向きのもので、実際には地球連合軍最高司令部が存在するアラスカ（JOSH-A）を強襲することが真の目的であった。こうした「オペレーション・スピットブレイクの真の目標」については作戦に参加するザフト兵はおろか作戦を可決した評議会議員の多くも知らず、パトリック・ザラら評議会議員の一握りの者が知るのみだった。
  - オペレーション・スピットブレイクがC.E.71年5月5日に発動されると、同時に全軍に対し攻撃目標の変更が通達され、パナマ攻撃のために集結していた部隊はその進路をアラスカ JOSH-Aへと変更した（急な攻撃目標点変更であったため、発令から実際の攻撃開始は72時間後となり、5月8日となる）。ザフトはこの作戦に地上部隊の大半を注ぎ込み、アラスカ基地の防衛線を次々と突破して中心部へと迫った。しかし、スピットブレイクの真の目標は事前にラウ・ル・クルーゼがムルタ・アズラエルを通じる形で地球連合軍上層部(特に大西洋連邦所属のウィリアム・サザーランド大佐を中心とした勢力）にリークしており、連合軍側はアラスカ基地の地下に大量破壊兵器「サイクロプス」を設置、侵攻してきたザフトが基地の中枢に迫ったところで起動させザフトの攻撃部隊の8割を消滅させた。
  - この時、地球連合軍上層部と基地内兵員の大部分は基地最下層の潜水艦ドックから密かにアラスカを脱出しており、基地に残っていた大西洋連邦にとって政敵とも言うべきユーラシア連邦を主力とする防衛部隊（一部にはアークエンジェルの様に大西洋連邦所属部隊でありながら不必要な邪魔者として切り捨てられた部隊もいた）には事情は知らされていなかった。このサイクロプスによって、ザフトは地上における戦力の大半を失った（同時に、ユーラシア連邦軍もアラスカ守備隊戦力が壊滅し、大きく疲弊した）。
  - この戦力喪失により、ザフトは地上で戦線を維持することが難しくなり、以後は地球連合軍によるプラント本国攻撃にそなえ宇宙戦力の増強に力を入れることになる。またユーラシア連邦のアラスカ防衛部隊も壊滅したことから、ユーラシア連邦は連合内での発言力を喪失。以後地球連合軍は大西洋連邦（そしてその背後にいるブルーコスモス）が大きな主導権を得ていく。しかし、ユーラシア連邦と東アジア共和国はアラスカでの作戦に不快感を表明し、大西洋連邦との間に溝が生まれる[3]。
  - なお、アニメ『機動戦士ガンダムSEED』本編PHASE-37(リマスター版35)においてJOSH-Aの崩壊は対外的には「ザフトが新型大型破壊兵器を使用した」とされ、地球連合軍による反プラント宣伝に利用されていることが示唆された。

### フリーダム強奪事件
- 『機動戦士ガンダムSEED』
  - オペレーション・スピットブレイク発動直後にプラント内で起こった事件。ザフトが極秘裏に建造していたニュートロンジャマーキャンセラー搭載MSフリーダムが何者かに強奪され、その後ラクス・クラインが手引きをしたと判明。ニュートロンジャマーキャンセラーの情報が外部に漏れると戦局が変わることにより、パトリック・ザラを中心とするザラ派によりラクス・クラインとその父で最高評議会議員のシーゲル・クラインが国家反逆罪として指名手配され、クライン派の議員及び関係者は弾圧・束縛された。これにより議会はザラ派によって占められることとなった。また、本国に帰還したアスラン・ザラに同時開発のジャスティスを授与し、フリーダムの奪還または破壊、パイロット及び接触者の排除（殺害）、接触した施設等の破壊を命じた。

### パナマ攻略戦
- 『機動戦士ガンダムSEED』
  - オペレーション・スピットブレイクでの戦力喪失の結果、逆に宇宙の本国を地球連合軍に突かれる恐れの生じたザフトは、地球軍を地上に封じ込めるため地球軍側に唯一残されたパナマ基地のマスドライバー施設「ボルタ・パナマ」の破壊を目標とした作戦を立案、発動させた（C.E.71年5月25日）。この作戦のためザフトは、アフリカ戦線を縮小。ジブラルタル基地より兵力を大量投入している[3]。
  - 作戦開始直後はザフト有利の戦況であったが、この戦闘で地球連合軍初の量産型MSストライクダガーを擁する第13独立部隊及びロングダガーが実戦投入され、戦局は一時地球軍に傾く。しかしザフトが軌道上から電磁パルス発生装置であるグングニールを降下・起動させたことにより、グングニールの放つ電磁パルス（EMP）が引き起こしたサージ電流によって地球連合軍のMSや戦車・戦闘機などの通常兵器、パナマ基地などの電子機器は機能を停止させられて、超伝導体であるマスドライバーの基線も破壊された。
  - なお、ザフトのMS部隊はあらかじめグングニール用のEMP対策を施しており、グングニールの影響を受けずに済んでいる。これによりザフトはマスドライバー破壊という目標を達成した。
  - しかし、この作戦終了後にザフト軍は、投降した連合軍兵士の捕虜に対する組織的な虐殺を実行した。この一件には、パナマ攻略に参加したザフト部隊に直前のアラスカ攻略部隊の生き残りが多く、地球連合軍への敵愾心が強かった事が要因ともされている[41]。
  - 一方の地球連合は、保有するマスドライバーの全てを失い、宇宙へ大規模に軍を送ることが不可能となった。そのためこの状況を打開するべく、マスドライバーを保有する中立国のオーブ連合首長国に対し戦争協力の圧力を強めると同時に、ビクトリア基地奪還に力を傾注していくことになる。また、C.E.71年6月1日には赤道連合やオーブ連合首長国、赤道連合ら中立国に対して「ワン・アース」をアピールし、大衆向けにはメディアを使った大掛かりなイメージ作戦をしつつも、水面下では各国へ恫喝に近い連合への加盟要求を行った[3]。

### オーブ解放作戦
- 『機動戦士ガンダムSEED』
  - C.E.71年6月15日[3]、地球連合軍が後期GAT-Xシリーズ（カラミティ、フォビドゥン、レイダー）のテストとマスドライバー施設の接収を兼ねて、中立国のオーブ連合首長国に侵攻した作戦。作戦はビクトリア奪還作戦と並行して行われ実質的な総指揮官は、地球連合の首脳会議でオーブへの攻撃を示唆したブルーコスモスの盟主ムルタ・アズラエルである。
  - 6月13日[3]にオーブは政権の解散、国軍の解体を要求され、これを拒否した場合はザフト支援国と断定して大西洋連邦からの武力攻撃を受ける通告がなされた。それから48時間後にオーブ側がこれを拒否する回答を行ったため戦闘となる[42]。地球軍は前述の3機とストライクダガーを投入し攻撃を仕掛けるが、オーブ軍はM1アストレイを投じ防戦。モルゲンレーテ社に匿れていたアークエンジェルも加わるものの、物量で圧倒的に勝る地球軍に抗し切る事はできず、侵攻開始の翌日にオーブは陥落する事となる。
  - 敗北を悟ったオーブ連合首長国前代表 ウズミ・ナラ・アスハは、アークエンジェルと娘のカガリ・ユラ・アスハを搭乗させたクサナギをマスドライバーを用いて宇宙に上げた後、地球連合が狙っていたマスドライバーとモルゲンレーテ社の施設を爆破。これに伴い、自らも他の五大氏族首長らと運命を共にし自決した。
  - 漫画作品『機動戦士ガンダムSEED ASTRAY 天空の皇女』においては、この裏でウィンスレット・ワールド・コンツェルンの技術と生産力を狙う連合の陰謀でラス・ウィンスレットが拉致される。
  - この作戦の終了後オーブは、下院から暫定政府が選出されて大西洋連邦の降伏勧告を受諾し、保護下に置かれた[3]。戦後、地球連合-プラント間で結ばれるユニウス条約が発効するまで大西洋連邦の監視下に置かれることとなった。
  - この作戦については、オーブ連合首長国の項にも詳細な記述があるので、そちらも参照。

### 第三次ビクトリア攻防戦
- 『機動戦士ガンダムSEED』
  - C.E.71年6月18日、ユーラシア連邦を主力とした地球連合軍が、ザフト占領下のビクトリア宇宙港の奪還を目的とした戦闘[3]。地球連合軍の最大目的は、ビクトリア宇宙港のマスドライバー施設「ハビリス」を無傷で手に入れることであった。
  - 量産MSストライクダガーの大量投入と、アラスカ戦以降のザフト地上部隊の弱体化で戦況は地球軍の有利に進む。基地は1週間後の6月25日に陥落。ザフトはマスドライバーを自爆させようとするが、寸前で地球軍は特殊部隊を突入させ、自爆を阻止。地球軍はビクトリア基地を奪還し、以後ビクトリア基地は地球軍の主力宇宙港となった[3]。この戦いでいくつかのダガーのバリエーション機が投入され、実戦評価が行われた[3]。
  - 『機動戦士ガンダムSEED MSV』の設定では、この戦いでエドワード・ハレルソンがソードカラミティ2号機で出撃。多大な戦果をあげ、“切り裂きエド”の二つ名は決定打となった。『機動戦士ガンダムSEED ASTRAY B』においてはこの時エドワード・ハレルソンを指揮していたのはオーブのロンド・ギナ・サハクであった。彼はムルタ・アズラエルと、オーブのマスドライバーを見逃す代わりにビクトリア基地奪還に協力する契約を交わした[43]が、『SEED』アニメ本編にてオーブのマスドライバーは地球連合軍との交戦の末、ウズミ・ナラ・アスハ前代表の手によって破壊されてしまった。
  - ザフトには、ビクトリア基地を再占領または破壊する戦力（特に地上戦力）が残っていなかったため、このビクトリア基地宇宙港陥落によってオペレーション・ウロボロスは完全に失敗・頓挫し、プラント最高評議会は翌26日、宇宙戦力の増強を決議[3]。
  - 小説版では地球連合において既に捕虜条約は黙殺されており、大破した機体内等に生存するザフト兵を射殺して回った[44]。アニメ本編でも大破したザフトのモビルスーツに対して歩兵の掃討部隊が展開しており、生き残ったパイロットを警告なしで銃殺する描写がある。一方で、漫画版『機動戦士ガンダムSEED DESTINY ASTRAY』ではエドワードがジンのパイロットを投降させているものの、部下（ユーラシア出身）から命令に反する行為であることが言及されている。

### 第二次カサブランカ沖海戦
- 『機動戦士ガンダムSEED MSV』
  - C.E.71年7月24日[3]、地球連合軍がジブラルタル基地に侵攻。カサブランカ沖にてグーン、ゾノの水中MS部隊が、ジェーン・ヒューストン率いる少数のフォビドゥンブルー、ディープフォビドゥンらにより壊滅状態に陥れられた。
  - これによりザフトは、地球軍の侵攻を防げなくなりジブラルタル基地を放棄せざるを得なくなり、ヨーロッパから撤退することになる。以後、戦局は大洋州連合方面に移行することとなる。

### 八・八作戦
- 『機動戦士ガンダムSEED MSV』
  - 第二次カサブランカ沖海戦の成功の流れに乗り、地球連合がCE71年8月8日カーペンタリア基地を最終目標として発動。
  - 第1弾としてビクトリア基地より打ち上げた軌道上のMSを降下させる「エアーズロック降下作戦」を開始、降下したオーストラリア内陸からの地上部隊と太平洋艦隊による挟撃でカーペンタリア基地の陥落を企図する。戦局は地球連合軍有利で推移。しかし、この作戦は長引き、戦争終着まで決着がつくことはなかった[3]。
  - なお、このころからビクトリア宇宙港から続々とMSや人員、物資などが月面プトレマイオス基地に送り始められる[3]。

### エルビス作戦
C.E.71年9月11日、地球連合軍司令部はプラント本国攻撃を最終目標としたエルビス作戦を発動。極秘裏に各方面より戦力を月面プトレマイオス基地に結集させる。

### ボアズ攻略戦
- 『機動戦士ガンダムSEED』
  - C.E.71年9月23日[3]、地球連合軍がエルビス作戦の発動に伴いプラント最前線の宇宙要塞ボアズ（旧東アジア共和国資源衛星『新星』）攻略のために行った戦闘。
  - 地球軍は第6、第7機動艦隊が参加し、モビルアーマーのメビウスに加えストライクダガーを投入しボアズへ侵攻。対するザフトのボアズ守備部隊は従来のジン、シグー、量産機では初めて小型ビーム兵器標準装備のゲイツで迎え撃つ。
  - 宇宙空間でのMS戦においてはザフト側に一日の長があり、数と装備の不利にもかかわらず善戦し、当初は優勢に戦いを進めていたが、ドミニオン所属のカラミティ、フォビドゥン、レイダーやガンバレルダガーからなる105ダガー隊らによって戦線を崩され、ボアズへの道を開かれてしまい、そこにメビウスで構成された核攻撃隊であるピースメーカー隊の核攻撃によってボアズは壊滅。ザフト残存部隊はヤキン・ドゥーエへ撤退した。
  - 再び行われた核攻撃に憤怒したパトリック・ザラ議長は、極秘裏に建造された最終兵器ジェネシスの使用に踏み切る。

### 第二次ヤキン・ドゥーエ攻防戦
- 『機動戦士ガンダムSEED』
  - C.E.71年9月26~27日[3]に、プラントの最終防衛ライン、ヤキン・ドゥーエ宙域で行われた地球軍、ザフトの事実上の最終決戦。パトリック・ザラがザフト全部隊の指揮を行っていた。
  - 地球軍は核攻撃部隊 ピースメーカー隊によるプラント本国への核ミサイル攻撃を行うも、後方に部隊を配置していたイザーク・ジュール率いるジュール隊、介入してきたラクス・クラインら三隻同盟に阻止される。その直後、ミラージュコロイドで隠匿されていたジェネシスの第1射で地球軍はプラント攻略部隊総旗艦「ワシントン」を含む戦力の40%以上を撃破される大打撃を受け、デブリベルトに一時後退を余儀なくされ、またザフトの追撃で更に多くの艦船とモビルスーツを失った。
  - 地球軍はあまりの損害に月面プトレマイオス基地への撤退を考慮するも、ドミニオンに乗艦していたブルーコスモスの盟主ムルタ・アズラエルはジェネシスの威力を恐れ再度の総攻撃を指示。残存戦力の再編後、地球軍は再度の進行を開始。
  - 翌27日のジェネシスの2射目で、補給を兼ねた第2陣諸共プトレマイオス基地が消滅。アズラエルはこれに憤慨し、ピースメーカー隊による再度のプラント核攻撃を行うも、フリーダム、ジャスティスらに阻まれフォビドゥン、カラミティが相次いで撃墜、さらにピースメーカー隊も母艦「ドゥーリットル」を含め全滅、アズラエルの腹心であり、ピースメーカー隊指揮官ウィリアム・サザーランドも戦死。この時点でプラント本国への攻撃が不可能となり、地球軍の勝利は潰えた。また、地球連合を実質指導していたアズラエルもアークエンジェルのローエングリンによりドミニオンを撃沈され、死亡した。
  - だが、ザフトの実質的勝利が決まってもパトリック・ザラはジェネシスによる攻撃を中止しなかったため、残存の地球軍艦隊はジェネシスの破壊に奮戦する。
  - ついに地球（厳密に言えば大西洋連邦首都ワシントンD.C.）に照準を定めるが、地球に向けたジェネシスの発射と射線上のザフトの部隊をも巻き添えにしようとするパトリックのやり方に疑問を抱き、パトリック本人に地球への照射の中止を具申した直後にパトリックに銃撃されたザフト兵レイ・ユウキが、息絶える直前でパトリックを射殺する。これにより、戦意を喪失したザフト兵達はヤキン・ドゥーエを放棄する。
  - しかしパトリックは、死の間際にジェネシスの発射に連動したヤキン・ドゥーエの自爆システムを作動させていた。そのため、ヤキン・ドゥーエは内部爆発により崩壊し、要塞としての機能のほとんどを失った（なお、ジェネシスは発射直後にジャスティスの自爆により破壊されている）。
  - この戦闘の直後、レジスタンスにより救出されたアイリーン・カナーバら旧クライン派により地球連合に停戦が申し込まれている。

### アメノミハシラ攻防戦
第二次ヤキン・ドゥーエ攻防戦後、月のファクトリーを失ったユーラシア連邦が手っ取り早くそれを補うため（軍上層部の一部がヴァレリオ・ヴァレリに唆されていた）オーブ宇宙ステーション「アメノミハシラ」に攻略戦を仕掛けた戦い。ユーラシア連邦はモーガン・シュバリエを指揮官とし、105ダガーとストライクダガーから成る30機のMS部隊を投入。モーガンはガンバレルダガーでロンド・ミナ・サハクのアストレイゴールドフレーム天ミナと交戦した。しかしモーガンにアメノミハシラを攻め落とす意志はなく、その意を理解したミナに敗れることで撤退の口実を作り、引き上げた。なお、この戦闘ではダンテ・ゴルディジャーニとエルザ・ヴァイスがユーラシアの傭兵として105ダガー（ソード装備）で参加している。

### 南アメリカ独立戦争
- 『機動戦士ガンダムSEED DESTINY ASTRAY』
  - C.E.71年11月、前年の2月に大西洋連邦によって併合されていた南アメリカ合衆国が、大西洋連邦からの分離独立を宣言し勃発した紛争。
  - 南アメリカ合衆国は、ストライクダガーを主力としたMS部隊を保有しており、大西洋連邦はそれに対する形でプラント制圧部隊として待機していたダガーLを中心とした大部隊を派遣した。
  - 主戦場に南米の森林地帯が含まれるため、政治的な理由によりMSの火力には制限があり、戦局は局地戦に終始し、装備もソードストライカーなどの近接戦装備に限定される事になった。
  - 地球連合軍のトップエース「切り裂きエド」ことエドワード・ハレルソンが乗機ソードカラミティと共に連合を脱走・南アメリカ軍に合流した事で一躍マスコミの注目を集め、地球連合軍もエースパイロット、モーガン・シュバリエ、レナ・イメリアをエドワードの刺客として投入し、その対決をエドを主人公にしたニュースショー的な報道がされた。
  - その後、南米で修行していたバリー・ホーやエドワードに敗れ和解したジェーン・ヒューストンも南アメリカ軍に加勢した。また、紛争末期にはザフトがユニウス条約の批准を名目に介入していた。
  - 紛争はユニウス条約締結まで続き、それにより南アメリカ合衆国の独立自治が認められた。
  - なお、紛争以前から駐留していたザフトの監視部隊は条約施行により撤退した。

### ユニウス条約締結
- 『機動戦士ガンダムSEED DESTINY ASTRAY』
  - C.E.72年3月10日、地球連合とプラント間に停戦条約としてユニウス条約が締結された。大西洋連邦のアーヴィング大統領とプラント臨時評議会のアイリーン・カナーバ議長が調印[12]。
  - 地球連合側は宇宙における最重要拠点のプトレマイオス基地と戦力の大半をジェネシスで失い、またプラント攻撃の実質的指導者というべきムルタ・アズラエルが死亡したことによって停戦へと傾いた。一方、ザフト側も最終兵器のジェネシスと徹底抗戦を主張していたパトリック・ザラ議長を失った事により穏健派が実権を握り、停戦を申し入れ、終戦に向けて講和会議が開催されることとなった。
  - 会議は南アフリカ統一機構の首都ナイロビで行われ「ナイロビ講和会議」と呼ばれるようになる[45]。地球連合はプラントに対する「国家としての」独立と引き換えに軍事力の放棄を迫るが、プラントは断固として拒否。会議はその後数ヶ月に及び、その間に南アメリカ独立戦争が勃発する。
  - 会議が進展しない中スカンジナビア王国外相リンデマンが一つの提案をした。「お互いの国力に応じた軍事制限」を基本とする「リンデマン・プラン」である。とりわけ人口が大きなパラメーターとなるために、地球連合側有利（制限が有っても無くても国力や兵器保有量は地球連合が大となる）となっている[45]。プラント側には不利に見える内容であったが、技術的な自信やその他の部分で地球連合側の譲歩を引き出させた事、さらに前大戦の悲劇の地であるユニウスセブンで条約締結が結ばれる運びとなり、条約を受け入れる事になった[45]。
  - 条約では、地上の国境線をコズミック・イラ70年2月10日以前へ戻す事や、ニュートロンジャマー影響下においても核兵器の使用を可能とする「ニュートロンジャマーキャンセラー」や、大量殺戮兵器ジェネシスの隠匿に使用された「ミラージュコロイド」の軍事利用を禁止し、人口、国民総生産、失業率といった両国の国力を基準に戦艦やMSの生産・配備数の制限を設ける等の軍縮規定などが制定された[12]。

条約案
- リンデマン・プラン（スカンジナビア王国外相リンデマンの提案）の遵守:モビルスーツ、モビルアーマー、戦艦の数は人口、GDP、失業率等のパラメーターにより算出される。
- 双方賠償金はなし。
- 戦争犯罪人は国家ごとに独自に裁判にかける（国際法廷は開かない）。
- プラントは地球上の占領地を無条件で放棄（軍事基地については扱いは別。ただし実際には、軍事基地の無い占領地というものは無かった）。具体的には、「ジブラルタルとカーペンタリア以外の地上拠点を放棄した」。このため大規模軍事基地を月面に置く地球軍側に対抗するための防衛ラインは、プラント本国周辺に展開するしかなかったという。月面に新たな基地を建設することも条約では認められてはいたが、実施はされなかった。ただし、C.E.73年からの戦争においては連合からの加盟脱退を望む地域を支援する形でディオキア基地・マハムール基地・マルマラ軍港等が新たに作られている。
- 旧プラント理事国への関税優遇措置（非理事国との差は以前ほどではない）。
- 双方、リンデマン・プラン遵守の査察を無条件・無制限で受け入れる。
- MS等、兵器へのニュートロンジャマーキャンセラーの搭載禁止。
- ミラージュコロイド技術の軍事的使用を禁止。
- プラント及びザフト側条約監視団常駐基地や在地球公館の所在地として、ジブラルタルやカーペンタリアの使用を認める。
- 地球連合及び連合加盟国側の条約監視団常駐基地や在プラント公館として、ザフトの軍事衛星の一つを提供する。

プラント近くの軍事衛星が提供される。
- 月は全域を中立地帯とするが、双方同数の拠点を置くことを認める。

地球連合は後にアルザッヘル基地を建設。
- 地上の国境線および国家を戦前のコズミック・イラ70年2月10日の状態に復旧する。

条約により、地球上に展開していたザフトは、地上での占領地を放棄する事になった(軍事基地に関してはこの限りではない)。
『機動戦士ガンダムSEED DESTINY ASTRAY』の漫画版では、地球連合の監視下にあったオーブ連合首長国及び南アメリカ合衆国は条約の発効により、独立国家へと戻った経緯が描かれている。
備考
アイリーン・カナーバ議長による臨時評議会はユニウス条約締結までの中継ぎと見なされており、停戦に反発する過激派や国力を基に兵器保有数を制限するリンデマン・プランに反発する勢力の不満を受けて議会を解散させた。カナーバ議長が辞任したことで最高評議会の改選が実施され、ギルバート・デュランダルを議長とする新政権が発足した。ザラ元議長の暴走への反省から議長と国防委員長の兼任は禁止された。戦時下に最高評議会議員職にあった者がけじめをつけるため辞任したり、任期満了によって12人からなる最高評議会議員のうち8人が新任された。
大西洋連邦では大統領選で軍産複合体「ロゴス」との結びつきが強いジョゼフ・コープランドが選出されている。
条約によりMSの配備数が制限された事で、以前にも増してMSには多用途性が求められるようになり、ザフトでは装備の換装や変形によりさまざまな状況に対応可能な「ニューミレニアムシリーズ」や「セカンドステージシリーズ」と呼ばれるMS群の開発が進められた。

## 空白の2年間（C.E.72-73）

### オーブ外務省外郭団体国際協力機構管轄組織国際災害救助隊（ODR）再編
- 『機動戦士ガンダムSEED ECLIPSE』

オーブ五大氏族のひとつキオウ家は、オーブを戦争に巻き込もうとする厄介事を秘密裏に「なかったこと」にする為の組織「ODR（オーダー）」を結成。謎の軍事組織「アンティファクティス」と暗闘を繰り広げる。

## 第2次連合・プラント大戦（C.E.73-74）
ブレイク・ザ・ワールド、フォックストロット・ノベンバー（Foxtrot November）に端を発するプラントと地球連合軍による戦争。
連合・プラント共に、ブレイク・ザ・ワールドで被災した地域への救援を優先したことや、デュランダルのロゴス打倒宣言により、地球連合が大混乱に陥ったことから、第1次連合・プラント大戦のようなナチュラル陣営とコーディネイター陣営による総力戦とはならなかったものの、戦役の端緒となったブレイク・ザ・ワールドや、レクイエムやネオ・ジェネシスといった大量破壊兵器の投入により、地球・プラント共に前大戦を超える被害を出す結果となった。
資料によって「第2次連合・プラント大戦」、「第二次大戦」と呼称される。尚、『機動戦士ガンダムSEED』において描かれた第1次連合・プラント大戦とは異なり、この戦争の公式年表は公表されていない。

### アーモリー1事変
- 『機動戦士ガンダムSEED DESTINY』
- 『機動戦士ガンダムSEED DESTINY ASTRAY』
  - C.E.73年10月2日[50]、新造艦ミネルバの進水式を目前に控えたプラントの軍事工廠「アーモリーワン」に於いて、3機のセカンドステージシリーズMS（カオスガンダム、ガイアガンダム、アビスガンダム）が地球連合軍第81独立機動軍ファントムペインによって強奪された事件。記事によっては「アーモリーワン事変」とも呼ばれ[51]、『SEED DESTINY MSV』においてもこの呼称が用いられている（ただし、表記は「アーモリー1事変」）[52]。
  - この時、オーブ連合首長国代表カガリ・ユラ・アスハ、アレックス・ディノ（アスラン・ザラ）は、ザフトが前大戦時の亡命オーブ人（コーディネイターが中心）技術者を兵器開発に登用している事に抗議すべく、ミネルバの進水式に出席するギルバート・デュランダル最高評議会議長を極秘に訪問していたため、戦闘に巻き込まれることになる。
  - なお、この際に開発が遅れていて未ロールアウトだったセイバーガンダムは強奪を免れた（後にアスラン・ザラの搭乗機として、ミネルバに配備された）。
  - ザフト軍はユニウス条約を順守しつつも、ガンダムタイプの超高性能機を少数生産しており、インパルスもその1機であった。
  - 地球連合軍（大西洋連邦）は非正規部隊のファントムペインを差し向け、核動力MSはなかったがミラージュコロイドを母艦ガーティー・ルーに装備し、ユニウス条約違反をして急襲した。しかし、敵主力が地球軍主力MSのダガータイプのダガーLであったため、ザフト軍には地球軍の関与を疑うことになる。
  - デュランダルは部下にシェルター入りを進言されるが拒否し、ミネルバ入りを部下に進言され、それを受け入れてミネルバに入艦する。ミネルバ発進のため、タリアはデュランダルに下船を進言するが、デュランダルは議長の責任を果たすとして自身が乗船したままの出撃を命じる。
  - ザフト軍は数は多かったが、ガンダムタイプのインパルスと、セカンドシリーズの最新鋭量産機ザクウォーリア（それもアスランがカガリとともに乗り込んだ機体とレイ機・ルナマリア機しかまともに対抗できず、さらにルナマリア機は戦闘で破損し、推進装置が飛行中に爆発を起こした）の他は、ゲイツRや前大戦時の旧式量産機（ジン、シグー、ディンなど）しかなく、奪取されたカオス・ガイア・アビスには全く歯が立たなかった。

### ブレイク・ザ・ワールド（ユニウスセブン落下テロ事件）
- 『機動戦士ガンダムSEED DESTINY』
- 『機動戦士ガンダムSEED DESTINY ASTRAY』
  - C.E.73年10月3日、100年単位で安定軌道にあると言われていたユニウスセブンが唐突に安定軌道を外れ、地球に向かって動き出した。これは現在のプラント評議会に不満を持ち戦争継続を訴えるザフト脱走兵（テロリスト）が、地球に住むナチュラルを殲滅するために行った作戦であった。
  - これに気付いたプラントは地球各国に対して警告を発し、ユニウスセブンを破砕するため、ザフトのジュール隊とミネルバをユニウスセブンに派遣した。しかし破砕を阻止するためにユニウスセブンに潜んでいたテロリスト達の妨害を受け、ユニウスセブンの破砕には成功したものの破片の落下までは防ぎ切れず、地球各地（特に赤道付近）では大きな被害を出す事となった。ローマ、パルテノン、上海、北京、ゴビ砂漠、ケベック、フィラデルフィア、大西洋北部地域には破片が落下し、壊滅的な打撃を受けた。また、ポーツマスを含むサウスカロライナからメイン州一帯、フォルタレザ、サルヴァドール、スリランカも津波で国や都市が水没する等の大被害を受けている。国際緊急事態管理機構は、地球全体に非常事態を宣言し、同時に地球連合軍及び各国の全軍に、災害出動命令を発令した。
  - 後日、大西洋連邦よりユニウスセブンでの戦闘（ザフトMSによる破砕作業の妨害）の映像が公表され、プラントもこれを大筋で事実と認めたことから、地球の反コーディネイター感情が再発。さらにフォルタレザやキルギス、オーストラリア南部等でもコーディネイターによる無差別テロが多発し、後に起こる戦争の火種となった。秘密結社ロゴスのメンバー兼ブルーコスモス盟主ロード・ジブリールは事件を「好機」と歓迎し傍観していた。これにより彼は地球世論をプラント攻撃へ盛り上げることに一時的に成功する。ただし、プラントのデュランダル議長は迅速的な対応を取り、ザフト軍による大規模な復興支援を地球連合国家に行っている。
  - なお、実行犯であるテロリスト達は全員がユニウスセブンで死亡したものの、破砕作業妨害のために搭乗したジン・ハイマニューバ2型やユニウスセブンを動かすために用いたフレアモーターなど、テロリスト達が大規模な装備を充分な数保有していた事からプラントにも彼らの協力者がいると見られ、ユニウスセブン落下後も調査が続けられている（CE73～74年におけるプラント最高評議会議長であるギルバート・デュランダルはテロリストの行動を把握しており、あえて見逃していた疑惑も持たれている[12][注 11]）。
  - また、プラント政府側は事件後の放送にて、テロリスト達の使用するジンが特殊な斬機刀を所有していた事から、斬機刀の製造と運用に長けているジャンク屋のロウ・ギュールがこのテロリスト達に支援をしていたと表明（これはロウの排除をもくろむ「一族」の陰謀によるものであった。ロウがプラントのレアメタルを拾得していたこともこの陰謀にプラスに働いた）。放送の内容を真に受けた連合軍によって、ジャンク屋組合本部であるジェネシスαが襲撃を受け、壊滅的な危機を迎える。

### フォルタレザMSテロ事件（仮称）
- 『機動戦士ガンダムSEED C.E.73 STARGAZER』
  - ブレイク・ザ・ワールドの混乱及びその影響による異常豪雨に見舞われた南アメリカ合衆国旧ブラジル地区フォルタレザ市は、国際緊急事態管理機構からの発令を受け、地球連合軍及び国軍による災害出動が実施された。そんな中、突如現れたジン タイプ インサージェントによって無差別攻撃が始まり、建造物や市民に甚大な被害が出た。現地の地球連合軍戦闘ヘリの攻撃でバックパックを失った後、エドモンド・デュクロの指揮するリニアガン・タンクの近距離砲撃などにより、ジンは行動不能となった。コックピットにいたのは年端のゆかぬ3人の子供であったが、トドメにと投下された焼夷弾による高熱化・熱傷で既に絶命していた[54]。
  - 資料によっては、この際に活動していた組織として在地球コーディネイターの反連合レジスタンスが多数存在していた事も説明されている[55]。
  - この事件と平行して、オーストラリア南部でも類似した戦闘が発生している他、コーディネイターによる無差別テロが散発的に起こっており、TV報道もされている[注 12]
  - また、フォルタレザ地区にはD.S.S.Dの施設もあり、滞在していたセレーネ・マクグリフとソル・リューネ・ランジュが開発されたモビルスーツ「401」と共にトロヤステーションに上がっている。

### キルギスプラント襲撃事件（仮称）
- 『機動戦士ガンダムSEED C.E.73 STARGAZER』
  - フォルタレザ市テロの翌日、ブレイク・ザ・ワールドの混乱が未だ収まらぬ中、ユーラシア連邦東部キルギスにある、新型駆動コンピュータを開発中である地球軍研究施設がジン一機、バクゥ四機、ガズウート一機の2個小隊規模からなる、ザフト製モビルスーツ及び制式自動小銃、冬季オーバーコート軍服装備の武装集団によって襲撃された。一報を受けた地球軍本部は直ちに第81独立機動群ファントムペイン所属部隊の一つであるストライクノワール、ブルデュエル、ヴェルデバスターの3機で構成された1個小隊を出撃させ、これを殲滅した。ゲリラ部隊でありながら当時最新鋭機であるガズウートを所有していたことからザフト正規軍にも協力者が存在したと思われ、作中ではホアキン大佐の口頭から既に開発中のデストロイの情報を入手していた事が示唆されている[56]。

### ジェネシスα暴走事件
- 『機動戦士ガンダムSEED DESTINY ASTRAY』
  - ジャンク屋組合の本拠地であるジェネシスα（これは先の大戦末期にザフトがジェネシスの試作機として建造し、その後廃棄したもの。さらにその後、ジャンク屋組合が回収・修復し、本拠地とした）が地球連合の要塞衛星を狙撃した事件。この衛星は一般には非公開であったものの、連合はジャンク屋組合による敵対行為であるとみなし非難した。この事件はウイルスによる誤射が原因であったがその証明は困難で、連合側はこれを意図的な攻撃と判断した。この直後、連合はジェネシスαを襲撃した。ジャンク屋組合はジェネシスαを放棄し、アメノミハシラに避難した。

### 天空の宣言
- 『機動戦士ガンダムSEED DESTINY ASTRAY』
  - ロンド・ミナ・サハクが地球を含む全宇宙にむけて発信した声明。「人類は他者の理想を妨げない限り己の信念に従うべきだ」という考えであり、いかなる組織・国家であろうとも他者に主義・主張を押し付けてはならないと説いた。ミナはこの「宣言」に従うことを人々に強制しない一方、宣言に賛同した者には無償の援助をすると表明するしたたかさを見せていた。なおモーガン・シュバリエ等はこの宣言に賛同していない。
  - 宣言後の南アメリカ合衆国やユーラシア西側地域といった連合にもプラントにも属さぬ地域では、これらの地域を援護するロンド・ミナ・サハクの“地域遊説”が度々見られるようになった。
  - 連合・プラント両政府はこの宣言を悪質なものと市民達に表明し、オーブおよびスカンジナビア王国は黙認の態度を取った。
  - この宣言の直後、地球連合艦隊がアメノミハシラに接近したが、交戦は確認されていない。

### フォックストロット・ノベンバー
- 『機動戦士ガンダムSEED DESTINY』
  - C.E.73年11月[57]、地球連合側は、「ユニウスセブン落下テロ事件に関与したテロリストは全員死亡した」としたプラント側の報告を一度は受け入れたものの、それを事実上撤回し、プラントが「戦闘中に死亡した」と説明したテロリストの引渡しや武装解除、賠償金の支払い、プラント最高評議会への監査員の派遣の容認という事実上の自治権剥奪をプラント側に要求する共同声明を発表したが、プラントは拒否。
  - さらに、同事件以降の地球の反プラント世論と、コーディネイターによる無差別テロの多発、ブルーコスモスなどの各勢力の地下工作活動により地球連合はプラントに宣戦布告し、同時にプラント制圧作戦を発動した。
  - 大西洋連邦所属の月面アルザッヘル基地の部隊を主力とした地球連合艦隊とそれを迎え撃つ宇宙空母「ゴンドワナ」を旗艦とするザフト主力艦隊がプラントのあるL5宙域で激突。戦局はほぼ一進一退の五分であったが、地球連合艦隊は主力部隊を囮としてザフト主力部隊を拘束、極軌道上の暗礁宙域にネタニヤフを旗艦とした奇襲攻撃艦隊「クルセイダーズ」を秘匿し、同艦隊が多数保有する核ミサイルによりプラント群を攻撃し、プラントを一気に殲滅せんとしていた。
  - 作戦はほぼ地球連合艦隊の思惑通り進行し、クルセイダーズはプラント群の直上より核ミサイル搭載の地球連合最新鋭MSウィンダムを多数射出、直後長距離強行偵察複座型ジンに発見されるが、すでに迎撃が困難な所まで展開しており、プラントの命運は尽きたかに思えたが、ザフトは切り札ニュートロンスタンピーダーを展開し核ミサイルは（安全装置が解除されていない戦艦に格納されている分も含め）全て自爆、クルセイダーズの戦艦やMSは全て消滅し、プラントへの核攻撃は未然に防がれた。
  - これにより作戦は失敗、地球連合艦隊は悪戯な消耗を避けるため月軌道へ撤退、更にニュートロンスタンピーダーが核攻撃への抑止となり、以降宇宙では月とL5宙域を挟み地球連合艦隊とザフト艦隊が睨み合いに終始し、小競り合いを繰り返す事になる。
  - また、作戦成功と同時にカーペンタリアやジブラルタルに攻め込む手筈だった地上軍は踏鞴を踏む事になる。
  - この一戦を重く見たプラント最高評議会議長ギルバート・デュランダルは、プラントの安全保障のため、積極的自衛権の行使を名分に地上への降下作戦「オペレーション・スピア・オブ・トワイライト」を発動、再び地球圏全土を巻き込む大戦が始まる。
  - 外伝作品『機動戦士ガンダムSEED C.E.73 Δ ASTRAY』においては、火星のオーストレールコロニーの使節であるアグニス・ブラーエが会談の後に、プラント側でこの戦いに加勢している。その後、アグニスらマーシャンは地上のオーブ連合首長国や大西洋連邦大統領とも会談を行った。
  - アニメーション『機動戦士ガンダムSEED DESTINY』第9話作中においては「フォックストロット・ノベンバー」と呼称されているが、関連書籍では「フォックスノット・ノベンバー」と記述するものも見られる[58]。

### ラクス・クライン暗殺未遂事件（仮称）
- 『機動戦士ガンダムSEED DESTINY』
  - C.E.73年12月[57]、オーブに隠遁していたラクス・クラインがコーディネイターからなる所属不明の特殊部隊に襲撃された事件。ラクスらが秘匿していたフリーダムを用い、キラ・ヤマトが部隊を全滅させた。部隊はザフトの新鋭のMSアッシュを使用していた。この暗殺未遂というデュランダルの裏の顔から[59]、キラたちはデュランダルの統治するプラントに疑問を持つようになった。

### 世界安全保障条約の締結
- 『機動戦士ガンダムSEED DESTINY』
  - 世界安全保障条約は、国家同士が相互に集団的自衛の義務を担う条約であり、第二次ヤキン・ドゥーエ攻防戦後に起こったザフト脱走兵によるユニウスセブン落下テロ事件を契機に、プラントを軍事的脅威とみなす機運が地球各地で再び高まり、大西洋連邦の呼びかけにより、地球連合加盟国及び地球に国土を持つ全ての国家に加入を要請し、応じた国家間において締結された。『SEED DESTINY』の作中では、これにオーブ連合首長国が加盟している。
  - また、一度は独立した南アメリカ合衆国も地球連合に再吸収された[60]。

### カガリ・ユラ・アスハ代表首長拉致事件（仮称）
- 『機動戦士ガンダムSEED DESTINY』
- 『機動戦士ガンダムSEED C.E.73 Δ ASTRAY』
  - オーブ連合首長国代表首長カガリ・ユラ・アスハとユウナ・ロマ・セイランの結婚式の最中に突如キラ・ヤマトの駆るフリーダムが出現し、カガリを連れ去った。フリーダムを収容したアークエンジェルはそのまま逃亡する。この際追跡の任に当たったトダカはサボタージュによってアークエンジェルの逃亡を見逃した。

### インド洋攻防戦（仮称）
- 『機動戦士ガンダムSEED DESTINY』
  - ザフト軍カーペンタリア基地を発進したミネルバとボズゴロフ級潜水艦ニーラゴンゴをネオ・ロアノーク大佐率いるファントムペインと地球連合軍インド洋前線基地のモビルスーツ部隊が攻撃したことにより生じた戦闘。インド洋前線基地の司令官は戦闘には消極的な姿勢[注 13] であったが、ファントムペインの強引な徴用でモビルスーツ部隊を貸し出す羽目になった。
  - 地球連合軍はウィンダム30機にスティング・オークレーのカオスを編成した空戦部隊の他に、水中からアウル・ニーダのアビスを潜航して襲撃した。空中戦はウィンダム部隊がシン・アスカのインパルスとアスラン・ザラのセイバーに圧倒され、ネオのウィンダムとカオスを除いて全滅し、インパルスが地上で待機していたステラ・ルーシェのガイアと交戦しながらインド洋前線基地の敷地内に侵入した。
  - 水中ではアビスがニーラゴンゴのグーンを圧倒したが、ザクと交戦中にウィンダムが全滅し、撤退命令が下り、ニーラゴンゴを撃沈して撤退した。
  - ネオのウィンダム、カオス、ガイアも地球軍空母J.P.ジョーンズに離脱・撤退したため、インド洋前線基地はモビルスーツを失ってしまい、更に基地施設内から逃亡を図った現地住民の基地建設作業員を地球軍兵士が発砲したため、インパルスが基地に攻撃を開始。地球連合軍の駐留部隊はリニアガン・タンクや対空砲台で交戦するが、相手にならず戦闘能力を喪失。しかし、インパルスが地球連合軍の兵士の民間人に対する虐殺に憤慨し、攻撃を停止しなかったため地球連合軍兵士は虐殺された。シンは基地を壊滅させ、在住民間人を解放する。

### ガルナハン基地攻防戦（仮称）
- 『機動戦士ガンダムSEED DESTINY』
  - 地球連合軍の中東地域にあるガルナハン基地の守備隊と地元レジスタンスの協力を得たザフトのミネルバ隊やラドル隊との間に生じた戦闘。基地はエネルギー施設火力プラントを有しており、防衛のために陽電子砲台ローエングリンゲートや陽電子リフレクターを装備したMAゲルズゲーが配備されており、ザフトは一度目の作戦で攻撃を全てゲルズゲーに阻まれ、ローエングリンで撃退されている。2度目はレジスタンスから提供されたデータにより回り込んだインパルスが砲台を破壊、ゲルズゲーもセイバーに行動不能にされ、基地は陥落した。
  - 元々反地球連合レジスタンスの活動が活発であった地域であり、地球連合軍によるレジスタンスや民間人への暴行事件が多発していたが、戦闘後は逆にレジスタンス・民間人による地球連合軍敗残兵への報復による私刑や暴行事件が多発した。

### 西ユーラシア政変（仮称）
- 『機動戦士ガンダムSEED DESTINY』
  - プラント最高評議会議長ギルバート・デュランダルが全世界へ向けて政見放送をしたのを発端に起こった政変。
  - 反連合感情の根強いザフト駐留下のユーラシア西部地域に対し、地球連合軍のデストロイを中核とする部隊が大規模な殲滅作戦を開始、三都市（映像からモスクワかワルシャワが含まれる模様）を壊滅および民間人を万単位で虐殺させた後、進軍したベルリンでザフトのMSと陸上戦艦からなる駐留部隊との交戦の末、ミネルバ隊のインパルスやアークエンジェルより発進したフリーダムによりデストロイは撃破されるものの、ベルリンは壊滅し多くの民間人がデストロイの砲撃の犠牲となった。この一戦の映像をプラント政府が編集の上[注 14] 放送した。更にブルーコスモスの支援母体であり戦争の影の暗躍者（とレッテルを貼った上で）「ロゴス」の存在と中心人物の詳細を暴露し、全世界の反ロゴス感情を煽った。実際にデストロイによる大虐殺はジブリールの命令である。
  - この放送がきっかけとなって各地で民衆による武装蜂起が頻発し、ロゴスの幹部が所有する施設が襲撃され幹部の多くは逃げ延びるも、一部の逃げ遅れた者は私刑的に殺害された。また大西洋連邦においても、大統領がロゴスの指示で一方的な宣戦布告をしたため、ホワイトハウス周辺で大規模反戦デモが発生するなど状況は連合対ザフトから、ロゴス対反ロゴスへと急変する事になる。ロード・ジブリール以下生き残ったロゴス幹部とそれに従う勢力はロゴス本拠地のヘブンズベースへ逃げ延び、徹底抗戦を図った。

### エンジェルダウン作戦
- 『機動戦士ガンダムSEED DESTINY』
  - デュランダルのロゴス打倒宣言直後にザフト軍で極秘に実行された作戦。その名称通り所属を明らかにせず戦場に介入を行うアークエンジェルを危険分子として扱い、撃破する事を目的としている。ウィラード隊がその実行に当たり、勧告も無しに攻撃を仕掛け、後に合流したミネルバ艦長タリア・グラディスが投降を呼びかけるもアークエンジェルはそれを拒否。最終的にフリーダムが撃破されるが、アークエンジェルはかろうじて逃げ延びた。
  - しかし、この作戦をきっかけにアスラン・ザラはデュランダルに疑念を抱き脱走し、アスランの件を知ったイザーク・ジュールとディアッカ・エルスマンにもザフト及びデュランダルに対する疑念を抱かせる[注 15]。

### オペレーション・ラグナロク（ヘブンズベース攻防戦）
- 『機動戦士ガンダムSEED DESTINY』
  - プラント最高評議会議長ギルバート・デュランダルのロゴス討伐宣言に呼応した東アジア共和国を初めとした地球連合内の反ロゴス陣営とザフトによって構成された対ロゴス同盟軍が、ロゴスメンバー及びブルーコスモス派が立て篭もるヘブンズベースに武装解除と匿っているロゴスメンバーの引渡しを求めた作戦。
  - ロゴスメンバーがアイスランドにある地球連合軍最高司令部 ヘブンズベースに逃げ込んでいる事を知った対ロゴス同盟軍は、ザフトのジブラルタル基地に参集。そこからアイスランドに向け出発し、同島を艦艇で包囲。立て篭もるロゴス陣営に、ロゴスメンバーの引渡しとヘブンズベースの武装解除を含む要求、更に要求に応じられない場合は攻撃を行う旨を地球連合・プラント両陣営公式のものとして通告した。なお、この作戦はプラント最高評議会議長であるギルバート・デュランダル自らミネルバで陣頭指揮に当たった。
  - 対ロゴス同盟軍の通告に対してロゴス陣営は沈黙を守り、密かに抗戦の準備を整えていたが、ブルーコスモス盟主ロード・ジブリールの指示により、通告への回答期限まで3時間を切ったところで突如戦端を開いた。この事態を予測していなかった対ロゴス同盟軍は後手に回り、先制攻撃によって多数の艦艇が撃沈されることとなる。さらにロゴス陣営は間をおかずMS、MA軍からなる守備隊を先鋒とし、ベルリン戦で戦果を挙げた5機のデストロイ量産型を押し出して対ロゴス同盟軍に反撃する暇も与えずその前衛艦隊に壊滅的な打撃を与える。ここに至り、陣頭指揮に当たっていたデュランダルは全軍にオペレーション・ラグナロク発動を指示。軌道上に待機していたザフト軍の降下揚陸部隊が大気圏外からヘブンズベース基地に降下を開始するが、これを予測していたロゴス陣営は対空掃討砲ニーベルングによって降下部隊の大半を消滅させる。このように当初戦局はロゴス陣営優位に進むが、ミネルバ隊のデスティニー、レジェンド、インパルスらの反撃により切り札であったデストロイを次々と撃破されたため、ロゴス陣営の攻撃力および士気は急激に低下した。また、体勢を立て直し、猛然と反撃してきた対ロゴス同盟軍の物量の前に兵力のほとんどを失い、戦意喪失。司令部に白旗を掲げ、全面的に降伏した。
  - だが降伏の直前、形勢不利と見たジブリールは他のロゴスメンバーを見捨て潜水艦で秘密裏に脱出を行い、オーブに向かって逃走しており、対ロゴス同盟軍は戦闘には勝利したが最大の目標であったジブリール逮捕には至らなかった。

### オペレーション・フューリー
- 『機動戦士ガンダムSEED DESTINY』
  - ヘブンズベースより逃亡したロード・ジブリールは、その後オーブに到着し、実質的な支配者セイラン家に逃げ込んだ。スパイからの情報を得たザフト・反ロゴス連合艦隊は、オーブ政府にジブリールの身柄引渡しを強く求めた。宰相で実質的なオーブの国家指導者であるウナト・エマ・セイランはロゴス宇宙勢力による核攻撃を示唆されたため、その息子ユウナ・ロマ・セイランに「そのような人物はオーブ国内に存在しない」と回答させ急場をしのごうとする。しかし、すでに潜伏の証拠をつかんでいたこともあり、プラント最高評議会議長ギルバート・デュランダルの命令により作戦は発動された。
  - ザフトは海上からミネルバ、ボズゴロフ級10数隻、そしてその艦載MSからなる戦力を投入した。迎え撃つ形となったオーブ軍は、軍の最高指揮官に近い立場にあるユウナが即時侵攻を想定しておらず、ザフト優勢のまま戦闘は進む事になる。
  - 自軍劣勢に追い込まれ戸惑うユウナに対し、援軍を伴って戦場に救援にかけつけたカガリ・ユラ・アスハが、自身のオーブ首長としての地位を認める言質をとり、指揮官としてとって代わり、部隊の体勢を立て直した。
  - 更に援軍としてアークエンジェル、ストライクフリーダム、インフィニットジャスティス、ドムトルーパーがオーブ軍に加勢する。
  - これらにより戦局はザフト優勢から膠着状態となり、ジブリールは宇宙へ逃亡した。旗艦セントヘレンズは撃沈され、指揮を引き継いだミネルバ艦長タリア・グラディスは形勢不利、ジブリール確保失敗と判断し、全隊を率いて公海上へと撤退した。クライン派（ラクス）介入により作戦は失敗に終わった[注 16]。

### ダイダロス・レクイエム攻防戦
- 『機動戦士ガンダムSEED DESTINY』
  - 月面ダイダロス基地に逃げ込んだロード・ジブリールは大量破壊兵器レクイエムで形勢逆転を図る。ジブリールはプラントの首都であるアプリリウス・ワンを狙ったが、最終中継点の廃棄コロニーがジュール隊らとの交戦の影響で射角がずれてヤヌアリウス・ワンからフォーの4基に直撃し、壊滅的な被害を与えた。また、その残骸がディゼンベルに飛来し、ディセンベル・セブンとエイトの2基、計6基が崩壊する大惨事となった。
  - これ以上の被害を出さないため、ザフトは第1中継地点「フォーレ」の制圧のためゴンドワナを主力とする月軌道艦隊が出撃する。地球連合軍は、ザフト艦隊を牽制するために大西洋連邦大統領ジョゼフ・コープランドが滞在するアルザッヘル基地から第5・第8機動艦隊を出撃させた。一方、ジブリールの指揮下にあるダイダロス基地は、同基地に駐留する第3機動艦隊を「フォーレ」防衛のため出撃させ、第一中継点である「フォーレ」を巡って月軌道上で両軍が激突する。ジブリール側はザムザザー、ゲルズゲー、さらには陽電子リフレクターを備えたドレイク級を盾にして「フォーレ」防衛を試みる。対してザフト側はレクイエムの第2射までに「フォーレ」を落とさなければ、艦隊もろともプラントが撃たれる。しかし、仮に第2射までに「フォーレ」を落としてプラント攻撃を阻止したとしても、レクイエムが発射された場合、ザフト艦隊は大損害を被る事になる。「フォーレ」を落とせようが落とせまいが、ザフト月軌道艦隊がレクイエムに撃たれる事は免れない。そこでギルバート・デュランダルはレクイエムの発射自体を阻止すべく、カーペンタリアから宇宙へ上がって来たミネルバに単身でダイダロス基地へ向かい、レクイエムの制圧を指示する。
  - ダイダロス基地に駐留していた第3機動艦隊が「フォーレ」防衛のために同基地を離れ、ダイダロス基地の兵力が手薄になっていた。デスティニー、レジェンドはザムザザー、ゲルズゲー、ユークリッドのMA群と多数のMS部隊からなる守備隊を撃破していく。デストロイも3機が投入されたが、接近戦での弱さを突かれ全てが撃破された。「フォーレ」宙域での戦闘はザフトの激しい攻勢で守備隊は劣勢になり、ジブリールはパワーチャージを諦めレクイエムの発射を指示するも姿勢位置をずらされたため、プラントへの攻撃は不可能となった。ジブリールは「フォーレ」宙域のザフトだけでもなぎ払おうと、発射と同時に脱出を決意する。また、デスティニーとレジェンドの猛攻で基地の守備隊も壊滅し、そこに基地外縁部を廻ってレーダーの眼を掻い潜ったブラストインパルスが基地建設時の試掘坑から基地内に侵入し、レクイエムのコントロール・ブロックを破壊し、司令部もデスティニーの攻撃で壊滅した。敗北を判断したジブリールはガーティ・ルーでアルザッヘル基地へ逃亡を図ったが、レジェンドのドラグーンでブリッジを貫かれ死亡した。
  - その後、「フォーレ」守備隊と第3機動艦隊の残存部隊はザフト艦隊に拿捕され、各中継ステーションの地球連合軍もほぼ無抵抗でザフトに制圧された。レクイエムはザフトによって接収され、秘密裏に修復作業が行われた。

### アルザッヘル壊滅
- 『機動戦士ガンダムSEED DESTINY』
  - ダイダロス、レクイエム攻防戦後にギルバート・デュランダル議長が全世界にデスティニープランの導入・実施を表明。世界中でプランの是非が議論になる中で、オーブ連合首長国とスカンジナビア王国はプランの導入拒否を表明。この動きに呼応した地球連合軍の月面アルザッヘル基地は駐屯していた月艦隊主力を出撃させ、対プラント徹底抗戦の姿勢を取る。
  - しかし、ギルバード・デュランダルはこの動きに対して、接収した月面ダイダロス基地のレクイエムを使用し、出撃した地球軍艦隊もろともアルザッヘル基地は破壊され、大西洋連邦大統領ジョセフ・コープランドも死亡した。
  - この攻撃で地球連合軍の月面戦力は壊滅し、この攻撃を危険視したオーブ、ザフト・クライン派は、地球連合軍の残存戦力と合流した後に、ザフト占領下のダイダロス基地へ侵攻を開始し、メサイア攻防戦が勃発する。

### メサイア攻防戦
- 『機動戦士ガンダムSEED DESTINY』
  - C.E.74年。ギルバート・デュランダルが提案したデスティニープラン表明後に行われたレクイエムによるアルザッヘル基地攻撃を大義名分に第2宇宙艦隊を主力とするオーブ軍、スカンジナビア王国軍が、ザフト内の旧クライン派及び地球連合軍アルザッヘル基地駐留部隊残存戦力と合流し、レクイエムの中継ステーション「ステーション・ワン」、レクイエム及び機動要塞メサイアに進攻し繰り広げられた戦闘。
  - 戦闘の結果、ザフトの拠点であるメサイア及びダイダロス基地（レクイエム）が壊滅したほか、ザフト軍もデュランダル議長の勅命で発射したネオジェネシスにより味方のナスカ級のマルベースとブルトンが巻き込まれ、ザフト主力艦隊もミネルバを失うなど甚大な被害が出た[注 17]。最終的にデュランダルの死亡とメサイアの崩壊により、これ以上の戦闘継続は無益と判断したゴンドワナのザフト司令官がラクス・クラインからの停戦の申し入れを受諾した事により、戦闘は終了した。
  - ザフト軍の中にもデュランダルの強硬姿勢に反発し、ジュール隊など寝返りや不戦をする人間も出た。
  - オーブとプラントは停戦協定を締結。プラント最高評議会は戦後の再編のために、仲介役を買って出たラクス・クラインをプラント評議会へ招聘した。これによりオーブ・プラント間は事実上の終戦となり、デュランダルが強硬導入を画策したデスティニープランもデュランダルの死と遺伝子情報の管理分析施設が存在したメサイアの崩壊により、棚上げとなった。

## 第2次連合・プラント大戦後
- 『機動戦士ガンダムSEED ASTRAY 天空の皇女』
  - 作中の登場人物であるフェネアス・ツヴァイクレは、個人としてデスティニープランの運用を表明[62]。これをテロ宣告と見做したザフトはフェネアスが所有する宇宙要塞・アルテミスを襲撃するが、その攻撃はロードアストレイやゴールドフレーム天ハナ改によって阻止される[63]。その後、ザフトはロードアストレイと同型のロードアストレイZをアルテミスに向かわせるものの、直後にラス・ウィンスレットの説得にあい退却[64]。フェネアスの搭乗するロードアストレイΩがラスと風花の搭乗するゴールドフレーム・アマテラスに敗北し、デスティニープランが阻止された後は、ザフトにおいてロードアストレイZは封印された[65]。
- 『機動戦士ガンダムSEED ASTRAY B』
  - 『SEED DESTINY』終了後の世界において、ナチュラルとコーディネイターに分かれて繰り広げられた大きな戦争が終結。この頃太陽において謎の砲台が発見され、その破壊任務を請けた傭兵・叢雲劾がアストレイ ブルーフレーム フォース フルアーマー・フェイズシフトに搭乗、この砲台の破壊に成功した[66][注 18]。

- 『機動戦士ガンダムSEED FREEDOM』
  - 『SEED DESTINY』の時代から1年後の世界であるC.E.75年を描いており、地球連合の加盟国からの独立を目指す小国たちの紛争や、連合内に浸透するコーディネイター排斥団体「ブルーコスモス」によるテロ活動など、地球ではいまだに争いの火種がくすぶっていた。この事態を鎮静化するべく、地球連合の主要国である大西洋連邦と中立国のオーブ連合首長国、そしてデュランダル亡き後のプラントは共同で世界平和監視機構コンパスを創設。その初代総裁に就任したラクス・クラインを始め、キラ・ヤマトたち元地球連合軍所属のアークエンジェルクルー、かつてキラと敵対し和解したシン・アスカたちザフト軍兵士など多様なメンバーが集い、供給された最新兵器の力をもって各地の紛争に介入していた。

- - ザフトの支援によって地球連合加盟国のユーラシア連邦から独立した新興王政国家ファウンデーション王国が、ユーラシア側との国境を出入りしていると思しきブルーコスモス残党軍打倒のための共同作戦を提案してくる。